# هيرمان وولد
هيرمان وولد (بالسويدية: Herman Wold)‏ هو رياضياتي واقتصادي وأستاذ جامعي سويدي، ولد في 25 ديسمبر 1908 في شين في النرويج، وتوفي في 16 فبراير 1992 في غوتنبرغ في السويد.

## وصلات خارجية
- هيرمان وولد على موقع الموسوعة البريطانية (الإنجليزية)